# Коломийський повіт
Коломийський повіт (нім. Bezirk Kolomea, пол. Powiat kołomyjski) — історична адміністративна одиниця на українських землях, що входила до складу Корони королівства Польського, Речі Посполитої, Австро-Угорщини, Західно-Української Народної республіки, УНР, Польщі, УРСР і Третього Райху. Адміністративним центром було місто Коломия.

## Історія

### Корона королівства Польського. Річ Посполита
Існував у складі Галицької землі Руського воєводства (створеного на базі руського домену короля внаслідок поширення на нього у 1434 році положень Єдлінського привілею 1430 року) до його ліквідації внаслідок Першого поділу Речі Посполитої.

### Австро-Угорщина
Утворений 29 вересня 1855 р. у складі 24 громад (гмін). У 1867 р. в ході адміністративної реформи до Коломийського повіту приєднано Гвіздецький повіт з 24 громад і Печеніжинський повіт з 26 громад та передано громади Джурків, Добровідка, Жуків, Жукотин, Кам'янка Велика, Лісний Хлібичин і Михалків з ліквідованого Обертинського повіту. Таким чином Коломийський повіт охоплював територію нинішніх Коломийського та частково Городенківського, Снятинського та Тлумацького районів. Адміністративним центром було місто Коломия.
У 1875 р. зведено будинок повітової ради.
Станом на 1879 рік, повіт налічував 84 населені пункти, розподілені по 75 кадастрових кварталах.
У 1880 р. до складу повіту входило 1 місто, 5 містечок, 69 сільських громад і 48 управлінь фільварків.
На території повіту діяли три повітові суди — в Коломиї, Гвіздці та Печеніжині (до утворення Печеніжинського повіту в 1898 р.).

### ЗУНР
У листопаді 1918 року повіт увійшов до Станиславівської військової області ЗУНР. Повітовим комісаром був д-р Іван Стрийський, адвокатський кандидат. Міським комісаром (бургомістром) і головою Окружної УНРади обраний Захар Скварко, директор «Покутського Союзу» в Коломиї (УНДП). Делегатами до УНРади обрані: від міста — віце-президент окружного суду Іван Чернявський (УНДП), від повіту — вчитель гімназії Гриць Тимощук (УНДП).
Виходила щоденна газета «Новини».

### Під польською окупацією
Після окупації території повіту румунським військом у травні 1919 р. повіт того ж року був переданий Польщі. Коломийський повіт включений до Станиславівського воєводства після його утворення у 1920 році на окупованих землях ЗУНР. До складу повіту входило 102 поселення (з них 1 місто, 58 сільських гмін і 38 фільварків та 5 знелюднілих поселень) зі 23 466 житловими будинками. 
Польська адміністрація почала заохочування переходу греко-католиків на латинський обряд — за перший рік окупації староста звітував про перехід понад тридцяти осіб. Розпочата активна кампанія заселення мазурами — на 23.10.1921 було розселено 199 родин (924 особи).
Загальна чисельність населення повіту складала 109 891 особа (за даними перепису населення 1921 року), з них 70 638 — греко-католики, 20 768 — римо-католики, 17 707 — юдеї, 868 — інших визнань. Площа повіту — 800 км².

### Зміни адміністративного поділу
1 січня 1926 р. гміна Сьвєнти Юзеф розпорядженням Ради Міністрів Польщі вилучена з Надвірнянського повіту і включена до Коломийського.
1 квітня 1929 року Печеніжинський повіт ліквідовано, а його територію приєднано до Коломийського повіту.
Розпорядженням Ради міністрів 10 квітня 1934 року до Коломийського повіту було передано:
- село Сєдліска Бредтгайм — з Надвірнянського повіту;
- село Джурків — з Городенківського повіту[8].

15 червня 1934 р. присілок Майдан Граничний вилучений із села Майдан Середній Надвірнянського повіту і приєднаний до села Тлумачик Коломийського повіту.
1 серпня 1934 р. було здійснено новий поділ на сільські гміни шляхом об'єднання дотогочасних (збережених від Австро-Угорщини) ґмін, які позначали громаду села. Новоутворені ґміни відповідали волості — об'єднували громади кількох сіл або (в дуже рідкісних випадках) обмежувались єдиним дуже великим селом.

#### Міста (Міські ґміни)
1. м. Коломия
2. містечко Печеніжин — з 01.04.1929 р. Місто з 1934 р.

#### Волості (об'єднані сільські ґміни)
| Об'єднані сільські ґміни 1934 року | Об'єднані сільські ґміни 1934 року | Старі сільські ґміни | Кількість |
| ---------------------------------- | ---------------------------------- | --- | --------- |
| 1                                  | Ґміна Березув Сьредні              | Акрешори (з 01.04.1929), Баня Березув (Баня-Березів) (з 01.04.1929), Березув Ніжни (Нижній Березів) (з 01.04.1929), Березув Сьредні (Середній Березів) (з 01.04.1929), Березув Вижни (Верхній Березів) (з 01.04.1929), Лючкі (з 01.04.1929), Текуча (з 01.04.1929) | 7         |
| 2                                  | Ґміна Вербяж Вижни                 | Вербяж Ніжни (Нижній Вербіж), Вербяж Вижни (Верхній Вербіж), Іспас (Спас), Ключув Вєльки (Великий Ключів) (з 01.04.1929), Куйданьце (Кийданці), Мишин (з 01.04.1929), Сопув (Сопів)                                                                                | 7         |
| 3                                  | Ґміна Віноґрад                     | Віноґрад (Виноград), Джуркув (Джурків) (з 10.04.1934), Островєц (Острівець), Прухніще (Прикмище), Рогиня, Росохач, Хвалібоґа (Хвалибога) | 7         |
| 4                                  | Ґміна Ґвоздзєц Място               | Ґвоздзєц Мали (Малий Гвіздець), Ґвоздзєц Място (Гвіздець), Ґвоздзєц Стари (Старий Гвіздець), Загайполь (Загайпіль), Кобилєц (Кобилець), Остапковце (Остапківці), Подгайчикі (Підгайчики), Сорокі (Сороки), Чехова                                                  | 9         |
| 5                                  | Ґміна Камьонкі Вєлькє              | Камьонкі Вєлькє (Велика Кам'янка), Фатовце (Фатовець) | 2         |
| 6                                  | Ґміна Коломия                      | Дятковце, Добровудка (Добровідка), Ґоди, Камьонкі Мале (Мала Кам'янка), Корніч, Королювка (Королівка), Оскшесіньце (Воскресинці), Пядикі (П'ядики), Турка, Ценява                                                                                                  | 10        |
| 7                                  | Ґміна Коршув                       | Жукоцін (Жукотин), Коршув (Коршів), Ліскі (Ліски), Міхалкув (Михалків), Хлєбичин Лєсни (Лісний Хлібичин), Черемхув (Черемхів) | 6         |
| 8                                  | Ґміна Космач                       | Космач (з 01.04.1929) | 1         |
| 9                                  | Ґміна Кулачковце                   | Балінце (Балинці), Бучачкі, Кулачковце (Кулачківці), Слобудка Польна (Слобідка Пільна), Трофанувка (Трофанівка), Хомякувка (Хом'яківка) | 6         |
| 10                                 | Ґміна Матийовце                    | Дебеславце (Дебеславці), Залуче над Прутем (Залуччя), Замуліньце (Замулинці), Кропівіще (Кропивище), Матийовце (Матеївці), Назурна (Назірна), Пересув (Перерив), Сємаковце (Семаківці), Тросцянка (Тростянка)                                                      | 9         |
| 11                                 | Ґміна Печеніжин                    | Ключув Мали (Малий Ключів) (з 01.04.1929), Маркувка (Марківка) (з 01.04.1929), Млодятин (Молодятин) (з 01.04.1929), Рунґури (Рунгури) (з 01.04.1929), Слобода Рунґурска (Слобода) (з 01.04.1929)                                                                   | 5         |
| 12                                 | Ґміна Свєнти Станіслав             | Сєдліска Бредтгайм (Сідлище) (з 10.04.1934), Слобудка Лєсна (Лісна Слобідка), Свєнти Юзеф (з 01.01.1926), Свєнти Станіслав (Станіславівка) | 4         |
| 13                                 | Ґміна Тлумачик                     | Івановце (Іванівці), Князьдвур (Княждвір) (з 01.04.1929), Раковчик (Раківчик), Тлумачик (Товмачик), Шепаровце (Шепарівці) | 5         |
| 14                                 | Ґміна Яблонув                      | Ковалювка (Ковалівка) (з 01.04.1929), Люча (з 01.04.1929), Стопчатув (Стопчатів) (з 01.04.1929), Уторопи (з 01.04.1929), Яблонув (Яблунів) (з 01.04.1929) | 5         |

* Виділено містечка, що були у складі сільських ґмін та не мали міських прав.
Детальніше: Коломийський повіт (II Річ Посполита).

### Радянський період
27 листопада 1939 р. повіт включено до новоутвореної Станіславської області.
17 січня 1940 р. повіт ліквідовано і територію поділено на райони кожен із кількох ґмін:
- Гвіздецький — сільських ґмін Гвозьдзець-Място, Віноґрад і Кулачковце;
- Коломийський —  міської ґміни Коломия та сільських ґмін Коломия і Матийовце;
- Коршівський — сільських ґмін Камьонкі Вєлькє, Коршув, Свєнти Станіслав і Тлумачик;
- Печеніжинський — міської ґміни Печеніжин та сільських ґмін Печеніжин і Вербяж Вижни
- Яблунівський район — міської ґміни Яблунів та сільських ґмін Березув Сьредні, Космач і Яблонув.

### Третій Райх
Під час німецької окупації у 1941—1944 рр. Коломийський повіт був відновлений як адміністративна одиниця Крайсгауптманшафту Коломия — складової частини Дистрикту Галичина. Відновлений також був і поділ на гміни (волості). Однак після повторного захоплення території повіту в 1944 р. радянськими військами його знову поділено на ті ж райони.

## Сучасність
Нині на території Коломийського повіту розташовані три адміністративні одиниці Івано-Франківської області — Коломийський та частково Косівський райони і місто Коломия.

## Населення
Українці греко-католики становили 64 % населення повіту (1910).
У 1939 році в повіті (тобто, разом із колишнім Печеніжинським) проживало 184 690 мешканців (132 565 українців-грекокатоликів — 71,78 %, 9 370 українців-латинників — 5,07 %, 16 845 поляків — 9,12 %, 1 255 польських колоністів міжвоєнного періоду — 0,67 %, 21 720 євреїв — 11,76 % і 2 935 німців та інших національностей — 1,59 %).